# ラウール (アイドル)
ラウール（英: RAUL、2003年〈平成15年〉6月27日 - ）は、日本のアイドル、タレント、俳優、ファッションモデル、ダンサー。男性アイドルグループ・Snow Manのメンバー。旧芸名および本名は村上 真都 ラウール（むらかみ まいと ラウール）。愛称は、ラウちゃん、ラウ。
東京都出身。STARTO ENTERTAINMENT、およびBANANAS MODELS所属。

## 来歴

### キッズダンサー時代
小学1年生からダンスを習い始める。RIEHATAが経営する神奈川県川崎のダンススタジオ・STUDIO SWAG出身で、小学3年生からはRIEHATAがダンスの師匠となる。まいとラウール名義で「D'S TOY BURN」「HATABOY」というダンスチームで活動。特にヒップホップ系ダンスを得意としていた。
2013年、AIの『MORIAGARO TOUR2013』にオープニングアクトダンサーとして出演した。
2013年8月、映画『SHAKE HANDS』に出演。全国各地のオーディションで選ばれたキッズダンサーたちによる日本初のキッズダンス映画で、坂本舞白（元Kep1er）、傳彩夏（元ONEPIXCEL）も出演していた。
2014年4月、小学5年生の頃にRIEHATAが選抜した15人チーム「RIE HATA TOKYO（現Rht.）」に選出され、ロサンゼルスで開催されるダンスの世界大会「Body Rock Junior」に出場。2014年、2015年と2年連続で世界大会準優勝を果たし、日本のダンサー界でもビッグニュースとして伝えられた。　
2015年5月、舞台『ASTERISK〜女神の光〜』にHATABOYとして出演し、東京ゲゲゲイ、仲宗根梨乃、s**t kingzと共演。7月には『FNS27時間テレビ』のダンス企画にも出場した。キッズダンサー時代に審査員を務めたDA PUMPのKENZOからは、当時から上手かったことを明かされている。

### ジャニーズ事務所入所後
将来はダンスを仕事にしたいと考え、様々な事務所のオーディションを受けていた流れで親が履歴書を送り、2015年5月2日、小学6年生でジャニーズ事務所に入所。ラウールのダンスを振付師が気に入ったこともポイントとなり入所することになったが、「ジャニーズってSMAPとかいるすごいとこだよな」くらいの認識しかなく、踊りたいダンスのジャンルが違うこと、アイドルの衣装が嫌で合格したときは号泣した。  
2016年6月27日、ジュニアBoysのメンバーとして、アニメ『忍たま乱太郎』のテーマソング「勇気100%」を限定シングルとしてリリース。ファミリーマート限定で発売された。 
その後はあまり仕事がない時期もあったが、2018年6月9日にちびっこ忍者を結成。同年8月から少年忍者に名前を変え活動する。中3の受験時期だったため「もしどこにも所属しない状態で受験を迎えてたら、活動を休んで、そのまま辞めてたかもしれないなって」と、少年忍者に選ばれたタイミングは自分にとって大きかったと語る。同年10月には2020年東京五輪に向けて構想されたユニット・2020（トゥウェンティートゥウェンティー＝仮名）の候補生にも選ばれ、A.B.C-Z主演舞台『ABC座 ジャニーズ伝説 2018』の公開稽古で発表された。開幕2日前に急遽集められ、1日のみの稽古でバトントワリングとタップダンスを披露し盛り上げた。

2019年1月17日、中学3年生でSnow Manに加入。センターに抜擢される。
2019年7月23日、『簡単なお仕事です。に応募してみた』で岩本照、渡辺翔太、目黒蓮とともにドラマ初主演を務める。
2020年1月22日、SixTONESとともにSnow Manとして16歳でCDデビュー。
2021年7月9日、『ハニーレモンソーダ』で映画単独初主演を果たす。
2021年7月20日、女性ファッション誌『ViVi』の人気投票企画「2021年上半期 国宝級イケメンランキング」NEXT部門で1位を獲得した。
2022年4月、早稲田大学人間科学部健康福祉科学科（通信教育課程）に入学。
2023年1月12日、『第34回 日本ジュエリーベストドレッサー賞』10代部門に選出された。
2023年1月15日、個人の公式Instagramを開設。フォロワーは1週間足らずで100万人を突破した。
2024年6月27日、自身のInstagramのライブ配信でパリのモデル事務所「BANANAS MODELS」に所属したことを報告。STARTO ENTERTAINMENTとの契約や、Snow Manとしての活動を継続することも表明した。20社〜30社受けた中、唯一通った事務所であったと説明し、6月からの1か月間は日本での仕事をすべて休み、マネージャーを連れずに全ての手続きを1人で行い、単身でフランスへ渡った。
2025年2月3日、個人の公式TikTokアカウントを開設。開設から2時間あまりで登録者数は17万人を超えた。

## 人物
Snow Manのセンター。モデルとしても活動。
最年少メンバーであり、最年長の深澤辰哉とは11歳差。
父がベネズエラ人、母が日本人のハーフ。5歳上の兄がいる。兄はベネズエラで生まれたが、ラウールは東京で生まれたため、日本名に"都"の文字が使われた。日本で育ち、ベネズエラにも行ったことが無いため、ベネズエラの公用語であるスペイン語は全く話せない。家族からは「マイ」と呼ばれている。
小学校高学年の頃に両耳にピアスを開けた。ジャニーズ事務所に入った頃は横と後ろを刈り上げたロングヘアで髪の毛を1つに縛っていたが、ヒップホッパーのような髪型だったことから「それはちょっとJr.に相応しくない、明日それを切ってくるか、この事務所を辞めるかどっちかにしろ」とジャニー喜多川と振付師に注意され髪を切った。
バラエティ番組が好きだったことから、幼少期の将来の夢はお笑い芸人だった。保育園の卒園式では「芸能人になりたい」と発表し、お笑い芸人に対し強い憧れがあった。

### 性格
- 自身を人見知りで「陰キャ（内向的な性格）」だと語り[61][62]、高校時代は教室の端っこでネットニュースばかり読んでいたことや[63][64]、学校で一言も喋らずに帰ることもよくあったことを明かしている[65]。群れは好かないタイプで、友達も狭く深く。人付き合いも、そんなに多くはない[7]。高校に入学したばかりの頃は、小・中学校の同級生と“今日も友達できなかった”“俺もだよ”と報告し合っていたり、連絡先の登録数の少なさでも勝負をしていた[66]。しかし2024年になって振り返ると、当時は思春期ということもあり“陰なる道”を極めていたが、本来の自分はあまり人見知りではないと自己分析している[67]。
- ストイックであり、“魅せ方”に関してはとことんこだわっている。体重管理も含めてどういう出で立ちでいるか、心の持ち様はどうかという部分まで日々意識しており、芸を見せるのであれば、周りの誰よりも練習に時間をかけることを大事にしている。各ジャンルの仕事がごちゃごちゃにならないように、自分の気持ちを文字で記録することも多い。自身としては、目指したところがストイックな要素がないと届かない場所であるため、必然的に自分に厳しくやらざるを得ないと語っている[68]。

### 趣味・特技・嗜好
- Instagramの投稿が趣味の一つであり、アバンギャルドな衣装に身を包んだポーズや雪山での撮影など、アートワークのような投稿を行なっているが、これらの写真は自身でスタジオを借りて撮影しているもので、採算度外視。1日だけ休みができた年末の時期にも雪山に行って撮影をするなど、自身の世界観の表現へのこだわりがある[69]。2024年1月8日には自身のInstagramにて「ひとり成人式」と題した配信を行った。同配信は、事務所主催での成人式が行われないことを受け、「皆さん楽しみにしてくれていたと小耳に挟んだので、じゃあやっちゃおう」と個人的に行なったもので[70]、アーカイブの再生回数は74万回以上再生され、4500件近くのコメントが届いた[71][72]。
- 中学時代の定期テストはいつも学年で2位であり[12]、毎日6時間勉強していた[73]。数学が得意で特に計算問題が好き[74][75]。2021年6月21日に放送された『ウチのガヤがすみません!』では中学・高校で非常勤講師の経験がある数学芸人が出題した問題2問を難なく正解し、スタジオからは称賛の声が上がった[76]。
- 料理が好きであり、得意料理はハンバーグ[77]。ほぼ毎日自炊をしている[78]。
- 特技は胃を膨らませること[79]。2020年2月6日に放送された『櫻井・有吉THE夜会』にて披露し櫻井翔を驚愕させた。「一番に推していきたい特技」と話す[80]。
- 散歩が好きで、毎日のように歩く。仕事が早く終わった日にソフトクリームが食べたくなり、お店まで12km歩いたこともある[81]。
- 好きな食べ物はお肉[77]、唐揚げ[2][82]、家系ラーメン[83]、母親が作るカレー[82]、チーズ[84]、お寿司、ウニ、サーモン[85]、いくら[86]。ポテトチップスやコロッケなど、ジャンキーなものが好き[82]。

### 交友関係
- 同期にHiHi Jetsの髙橋優斗、美 少年の岩﨑大昇[87]、少年忍者の黒田光輝、7 MEN 侍の佐々木大光、IMPACTorsの横原悠毅がいる[88]。
- 尊敬している先輩は山下智久と岸優太[2]。
- 同い年でプライベートでも仲が良い少年忍者のヴァサイェガ渉とは、Jr.時代に事務所近辺のつけ麺やパスタ屋のほとんどに足を運んだ[89]。事務所に入って1番最初に話しかけてくれたのが渉で、『第32回東京ガールズコレクション 2021 SPRING/SUMMER』にて一緒にランウェイを歩いた際には、普段の帰り道のように一緒に歩けて安心感があったことを喜んだ[90]。
- Travis Japanの松田元太とも仲が良く、「つだくん」「ラフォーレ」と呼び合っている[91]。
- RIEHATAとは「第36回 マイナビ 東京ガールズコレクション 2023 SPRING/SUMMER」にて振付を担当してもらい一緒に仕事をする。Instagramでの2ショット投稿には、英文で"あなたを誇りに思う"と綴られた[92]。Rht.（元HATABOY）のKAITA、Macoto[93][94][95]、PSYCHIC FEVER from EXILE TRIBEの半田龍臣とは元チームメイト[27][96]。
- 『2023 FNS歌謡祭』の「ダンス企画」コラボをきっかけにBE：FIRSTのSOTAと親交を深めている[97]。

### Snow Manへの加入

#### 加入経緯
少年忍者として活動していた2019年、 中学3年生の頃にSnow Manへの加入を打診される。以前から「雰囲気がある。踊っていて輝いている」とラウールに目をつけていた滝沢秀明がジャニー喜多川に推薦して実現した。
当時の心境について、「最初は意味がわからなかった。Snow Manは大先輩って感覚だし、年令もJr.歴も全然ちがう。“なんで俺が!?”って」と困惑し、帝国劇場にてジャニー喜多川、滝沢秀明と何度も加入についての話し合いが行われた。加入を決めた理由として、Snow Manに入れば色んな人の目にとまるため、もしデビューできなくても別のチャンスに巡り合えるかもという、どこかに損得勘定ようなものがあったことを認めているが、この気持ちを見透かされていたジャニー喜多川から「デビューって挑戦するものじゃない。メンバーと戦って勝ち取るものだよ」と怒られたことで、デビューを掴み取る覚悟を決めた。
体力的にも精神的にもキツく、重圧で押しつぶされそうだったが、少年忍者として出演中だった舞台『JOHNNYS' King & Prince IsLAND』に、ラウールの加入を知り、同じ境遇である向井康二がプライベートで楽屋に会いに来て抱きしめてくれたことに救われたという。

#### 苦悩と葛藤
Snow Man加入後も、「メンバーは絶対に新加入を嫌がってる」という言葉を時折耳にしたため、よくしてくれるメンバーに対しても疑心暗鬼になったり、ふとした瞬間にメンバーが疲れた表情を一瞬しただけで、やっぱり嫌がっているのかなと感じ苦悩する。
2019年4月、Snow Man主演舞台『滝沢歌舞伎ZERO』は他のメンバーは出演経験があるなか、自分だけが未経験であった。稽古の過酷さや加入へのプレッシャーなどから辛くて何度も涙を流した。また同時期に出席日数の関係で留年が確定して高校を転校したり、精神的に不安定になり家でもよく泣いていたところ、心配で声を掛けてくる母親ともよく喧嘩していた。しかしこれを乗り越えられたのも、この舞台中に目黒蓮やリーダーである岩本照からかけられた言葉であったという。岩本からの「俺たちがついてる」という言葉に、周囲の声ではなくメンバーを信じようと決めた。

## モデル活動
2019年10月、184cmの小瀧望を抜き、ジャニーズ事務所最長身となった。さらに股下99cmというスタイルと端正な顔立ちを生かし、ファッション雑誌でモデルとしても活動。ジャニーズ事務所初のパリコレモデルとなった。
高いファッションセンスをグループ活動でも発揮し、2022年開催の『Snow Man LIVE TOUR 2022 Labo.』から衣装の総合プロデュースも担当している。

### 主な実績
2019年
- 3月30日、15歳で『第28回 東京ガールズコレクション 2019 SPRING/SUMMER』にて東京ガールズコレクション初出演を果たし、その後も継続的に出演。男性タレントとして最多の12回出演の記録を持つ。（※2025年3月時点）

2020年
- 2月19日、『ディオール（Dior）』の新リップスティックのモデルを務め、それに伴いパルファン・クリスチャン・ディオール『Dior Addict』Web MovieソングにSnow Manセカンドシングルとなる「KISSIN'MY LIPS」が起用された。
- 7月9日に発売された男性ファッション雑誌『MEN'S NON-NO』（集英社）8月号より隔月でレギュラーモデルを務める。

2021年
- 1月9日に発売された『MEN’S NON-NO』（集英社）2月号の「ビューティー大特集号」にて同誌史上初の上半身裸での表紙を飾った。
- 6月30日に発売された女性週刊誌『an・an』（マガジンハウス）の「美脚特集」にて同誌史上初の男性表紙を飾った。

2022年
- 6月23日、都内で行われた「Yohji Yamamoto POUR HOMME 2023 Spring Summer コレクション」のランウェイにコレクションモデルとして出演。ショーの模様はパリ・コレクションでもデジタル配信され、デビュー前からの念願であったパリコレデビューとなった。
- 9月3日、さいたまスーパーアリーナで行われた「第35回 マイナビ 東京ガールズコレクション 2022 AUTUMN/WINTER」にて「Yohji Yamamoto POUR HOMME」のコラボステージに出演。山本耀司が今回のステージのために書き下ろした楽曲「ガラスの時代」にのせたダンスパフォーマンスを届けた。

2023年
- 1月19日、本場のパリで行われた「Yohji Yamamoto POUR HOMME 2023-24 A/W Collection」に出演。前日18日にはフランス・パリのエコール・ミリテールで行われた『ジバンシィ（GIVENCHY）』の「2023年秋冬メンズコレクション」に来場。自身初となるフロントロウでのショー鑑賞を果たし、ジバンシィ最新コレクションからニットとスウェットを融合したフーディを着用し会場を沸かせた。20日には『ポール・スミス（Paul Smith）』のショーに来場した。
- 3月28日に発売された『装苑』（文化出版局）5月号にて「2023 S/Sコレクション」から『ディオール』『Louis Vuitton』『Gucci』『Thom Browne』『PRADA』『Yohji Yamamoto POUR HOMME』の6ブランドのモデルを務め、表紙を飾った。

2024年
- 1月13日、イタリア・ミラノで行われた「2024-25年秋冬ミラノ・メンズファッションウィーク」にて『ドルチェ&ガッバーナ（DOLCE & GABBANA）』のコレクションショーに参加。ヴィットーリオ・エマヌエーレ2世のガッレリアにてダンススキルを活かしたポージングがミラネーゼの注目を浴びた。翌日には『JW ANDERSON』 『GIORGIO ARMANI（ジョルジオ アルマーニ）』 の「2024-25年秋冬メンズコレクション」に来場した。
- 1月19日、パリのテニスクラブ・ドゥ・パリで行われた『アミ パリス（AMI PARIS）』の「2024秋冬メンズ/ウィメンズコレクション」に来場。ヨーロッパ最古の図書館で行われた『ケンゾー（KENZO）』のショーでは、デザイナーのヴェルディ（Verdy）とのコラボレーションから生まれたKIMONOジャケットを着用した。20日には『ヴァレンティノ（VALENTINO）』の「2024-25年秋冬メンズコレクション"ル シエル 2024"」のコレクションショーに来場。パリコレ最終日には『サカイ（sacai）』のフロントロウに出席した。
- 6月21日、メゾン ミハラヤスヒロ（Maison MIHARA YASUHIRO）2025年春夏コレクションのショーにランウェイモデルとして出演。複数のオーディションを受け、パリファッションウィークにて2度目のモデル出演に至った。事前に公開されたパリコレの公式インスタグラムとTikTokの告知動画ではサムネイルと動画のトップを飾り注目を集めた。
- 9月24日、ANREALAGE 2025年春夏コレクションショーにランウェイモデルとして出演。テクノロジーとファッションを融合させた今シーズンでは、トゲのようなディテールが特徴のペールトーンのジャケットを纏いランウェイを歩いた。電動冷却ファンを内蔵し、遠隔操作にて服を膨ませる姿は来場者を驚かせ、自身も女性のファッションでランウェイを歩けたことに驚きつつ喜んだ。

2025年
- 2月20日、自身初となるロンドンファッションウィークにて『ハリス・リード』の「2025年秋冬コレクション」に来場。26日にはイタリア・ミラノで行われた「2025年秋冬コレクション」にて『マルニ（MARNI）』のファッションショーに出席し、白地に赤い薔薇がプリントされたパンツや、大きな羽のイヤリングを身に着けた情熱的なコーディネートで登場した。
- 6月22日、『サウル ナッシュ（SAUL NASH）』の「2026年春夏コレクションショー」にランウェイモデルとして出演し、ミラノコレデビューを果たす。ジップアップのトップと、パープルのパンツとベストのセットアップを纏い登場。日本以外のブランドでショーを歩くのはこれが初となった。翌日23日にはポルトガル発のブランド『ミゲル ヴィエイラ（MIGUEL VIEIRA）』の「2026年春夏コレクションショー」にランウェイモデルとして出演し、ミラノコレクション2本目のランウェイを闊歩した。黒一色の世界観で統一された今シーズンでは、スパンコール付きのノースリーブトップとブラックパンツのシャープなルックに加え、フラワーコサージュ付きのジャケットとハットが際立つオールブラックルックも披露した。
- 6月27日、『メゾン ミハラヤスヒロ（MAISON MIHARA YASUHIRO）』の「2026年春夏コレクションショー」にランウェイモデルとして出演。本ブランドは自身にとって2025年春夏コレクション以来となる2度目の出演となった。“Ordinary People”（＝普通の人々）を掲げた今シーズンではカラーレンズのアイウェア、グレーのテイラードジャケットにカジュアルなトップとパンツを合わせ登場。またショーが開催された当日は自身の22歳の誕生日で、インスタグラムに「FIRST JOB at 22!!」というコメントとともにルックの写真をポストし、22歳での初仕事を報告した。パリコレクション最終日には『タブレット（DOUBLET）』の「2026年春夏コレクションショー」にランウェイモデルとして出演。「いただきます」をテーマに農園で行われた本コレクションでは、リジェネラティブ農業を通じて食糧問題に取り組むニューヨークの非営利団体、スカイ ハイ ファーム ワークウエア（SKY HIGH FARM WORKWEAR）とのコラボによる、イチゴのつぶつぶ感を再現した記事で作られた真紅のセットアップを着用した。

## 受賞歴
2021年
- ViVi「2021年上半期 国宝級イケメンランキング」NEXT部門1位

2023年
- 第34回 日本ジュエリーベストドレッサー賞 10代部門

## 出演
グループでの出演は少年忍者#出演、Snow Man#出演を参照。個人での出演のみ記載。

### テレビドラマ
- 簡単なお仕事です。に応募してみた（2019年7月23日 - 9月24日、日本テレビ） - 主演・百本豪 / モモ 役（岩本照、渡辺翔太、目黒蓮とカルテット主演）[141]
- 決してマネしないでください。（2019年10月26日 - 12月14日、NHK総合） - テレス 役[142]
- 愛の、がっこう。（2025年7月10日 - 、フジテレビ） - カヲル / 鷹森大雅 役[143][144]

### テレビ番組
- めざましテレビ（2024年7月2日・16日・8月2日、フジテレビ） - マンスリーエンタメプレゼンター[145]
- FNS27時間テレビ 日本一たのしい学園祭!（2024年7月20日・21日、フジテレビ） - 「ダンス大会」応援サポーター[146]

### 映画
- The Maple Seed（2013年3月公開[147]、自主製作『Mapleseed Pictures』第一回短編映画） - ワタル 役[148][149]
- SHAKE HANDS（2013年8月10日 - 30日公開 3週間限定夏休みモーニングショー[18][19]、自主制作） - 村田 役[57]
- たぬきがいた（2014年8月15日 - 28日公開、自主制作） - 中島晃 役[57][150]
- ハニーレモンソーダ（2021年7月9日公開、松竹） - 主演・三浦界 役[151]
- おそ松さん（2022年3月25日公開、東宝） - 主演・トド松 役（Snow Manとして主演）[152][153]
- 赤羽骨子のボディガード（2024年8月2日公開、松竹） - 主演・威吹荒邦 役[154]

### 舞台
- MaKuRo 2014 四季島の魔女（2014年3月22日・23日、ティアラこうとう 江東公会堂）- 少年トイ 役[57][155]
- ASTERISK 〜女神の光〜（2015年5月8日 - 10日、東京国際フォーラム ホールC）- HATABOY[26][27][28]
- JOHNNYS' World -ジャニーズ・ワールド-
  - JOHNNYS' World（2015年12月11日 - 2016年1月27日、帝国劇場）[156]
  - JOHNNYS' ALL STARS IsLAND（2016年12月3日 - 2017年1月24日、帝国劇場）[157]
  - JOHNNYS' YOU&ME IsLAND（2017年9月6日 - 30日、帝国劇場）[158]
  - JOHNNYS' Happy New Year IsLAND（2018年1月1日 - 1月27日、帝国劇場）[159]
- ジャニーズ銀座
  - ジャニーズ銀座2017 A公演（2017年4月29日 - 5月5日、シアタークリエ）[158]
  - ジャニーズ銀座2018 観なきゃソン!ボクたちの作るジャニカルとスペシャルショータイム （2018年4月29日 - 6月3日、シアタークリエ）[159]

### ファッションモデル活動
- マイナビ presents 第28回 東京ガールズコレクション 2019 SPRING/SUMMER（2019年3月30日、横浜アリーナ）[160]
- マイナビ presents 第30回 東京ガールズコレクション 2020 SPRING/SUMMER（2020年2月29日、国立代々木競技場第一体育館）[161]
- 第31回 マイナビ 東京ガールズコレクション 2020 AUTUMN/WINTER ONLINE（2020年9月5日）[162]
- 第32回東京ガールズコレクション 2021 SPRING/SUMMER（2021年2月28日）[163]
- 第33回 マイナビ 東京ガールズコレクション 2021 AUTUMN/WINTER（2021年9月4日）[164]
- 第34回 マイナビ 東京ガールズコレクション 2022 SPRING/SUMMER（2022年3月21日、国立代々木競技場第一体育館）[165][166]
- YOHJI YAMAMOTO POUR HOMME 2023 Spring Summer コレクション（2022年6月23日、Yohji Yamamoto 青山本店）[167]
- 第35回 マイナビ 東京ガールズコレクション2022 AUTUMN/WINTER（2022年9月3日、さいたまスーパーアリーナ）[168][169]
- Yohji Yamamoto POUR HOMME 2023-24 A/W Collection（2023年1月19日〈現地時間〉、パリ）[113]
- 第36回 マイナビ 東京ガールズコレクション 2023 SPRING/SUMMER（2023年3月4日、国立代々木競技場第一体育館）[170]
- 第37回 マイナビ 東京ガールズコレクション 2023 AUTUMN/WINTER（2023年9月2日、さいたまスーパーアリーナ）[171][172]
- 第38回 マイナビ 東京ガールズコレクション 2024 SPRING/SUMMER（2024年3月2日、国立代々木競技場第一体育館）[173][174]
- メゾン ミハラヤスヒロ 2025年春夏コレクション（2024年6月21日〈現地時間〉、パリ）[175]
- ANREALAGE 2025春夏コレクション（2024年9月25日〈現地時間〉、パリ）[131]
- 第40回 マイナビ 東京ガールズコレクション 2025 SPRING/SUMMER（2025年3月1日、国立代々木競技場第一体育館）[106][176]
- TOKYO GX ACTION CHANGING ANREALAGE 2025 PARIS - TOKYO COLLECTION（2025年5月17日、東京ビッグサイト）[177][178]
- サウル ナッシュ 2026年春夏コレクション（2025年6月22日〈現地時間〉、ミラノ）[135]
- ミゲル ヴィエイラ 2026年春夏コレクション（2025年6月23日〈現地時間〉、ミラノ）[138]
- メゾン ミハラヤスヒロ 2026年春夏コレクション（2025年6月27日〈現地時間〉、パリ）[179]
- タブレット 2026年春夏コレクション（2025年6月29日〈現地時間〉、パリ）[180]

### コンサート
- AI MORIAGARO TOUR 2013 オープニングアクトダンサー[17]
- ジャニーズJr.祭り（2017年4月8日 - 9日、さいたまスーパーアリーナ）[158]
- 緊急生配信!! Johnny's World Happy LIVE with YOU Jr.祭り 〜Wash Your Hands〜（2020年8月26日、配信ライブ） - ゲスト出演[181]

### イベント
- "東京ドームに全員集合" みんなにサンキュー!ジャニーズ野球大会（2016年4月13日、東京ドーム）[33]
- ジャニーズ大運動会2017（2017年4月16日、東京ドーム）[158]

### コンテスト・大会
- Body Rock Junior 2014 準優勝（2014年6月28日、ロサンゼルス） - RIE HATA TOKYO[13][182]
- ALL JAPAN CHALLENGE CUP 2014 関東予選 U-15部門 優勝（2014年8月3日、THE☆STAGE 自由が丘） - D'sTOYBURN[183]
- ZERO CONTEST 2014 TOKYO #2 KIDS部門 特別賞（2014年9月14日、THE☆STAGE 自由が丘） - D'S TOY BURN[184]
- サンストカップ キッズコンテスト ダンス中学生部門 優勝（2014年9月15日、サンストリート亀戸） - D'S TOY BUR[185]
- ALL JAPAN SUPER KIDS DANCE CONTEST 2014 関東予選 中学生部門 準優勝（2014年10月18日、新宿アイランドタワー） - D'S TOY BURN[186]
- ALL JAPAN CHALLENGE CUP 2014 FINAL U-15部門 優勝（2014年11月2日、シアター1010） - D'sTOYBURN[187]
- SUPER KIDS AWARD 2014 新人賞（2014年） - D'S TOY BURN[188]
- Birthday GRANDSOUL 2014 FINAL 中学生部門 4位（2015年1月25日、つくば国際会議場 大ホール） - D'S TOY BURN[189][190]
- Soulm8 DANCE CONTEST 2015 FINAL 中学生部門 優勝（2015年3月31日、府中の森芸術劇場） - D'S TOY BURN[191]
- Body Rock Junior 2015 準優勝（2015年6月27日、ロサンゼルス） - RIE HATA TOKYO[13][24]
- おながわ冬の祭り2023「おながわデカ盛りチャレンジ」予選敗退（2023年12月17日、女川町生涯学習センターホール）[192][193][194]
- WORLD HIP HOP DANCE CHAMPIONSHIP2024 ミニクルー部門 優勝（2024年3月23日、パルテノン多摩大ホール） - Bumpy[195][196]

### CM・広告
- パルファン・クリスチャン・ディオール「ディオール アディクト ステラー ハロ シャイン」「ディオールアディクト ステラー グロス」（2020年2月 - ）[107]
- モスバーガー - 渡辺翔太と共演
  - 「モスのスパイスサマー」CMキャラクター（2021年7月15日 - ）[197]
  - 2022年年間イメージキャラクター（2022年3月24日 - ）[198]
  - 2023年年間イメージキャラクター（2023年5月24日 - ）[199]
- アパマンショップ 「叶えたい希望篇」（2022年1月21日 - ）[200] - 岩本照、佐久間大介と共演
- ジバンシィ｢イレジスティブル オーデパルファム｣｢イレジスティブル オーデパルファム ヴェリィフローラル｣（2024年7月 - ） - プロモーションムービー[201][202]
- 任天堂
  - Nintendo Switch 2「マリオカート ワールド」（2025年5月15日 - ） - 深澤辰哉、渡辺翔太、目黒蓮と共演[203]
  - Nintendo Switch 2「ドンキーコング バナンザ」(2025年7月17日 - ） - 目黒蓮と共演[204]

## 作品

### ソロ曲
| 曲名      | リンク     | 作詞     | 作曲     | 振付   | JASRAC 作品コード | 名義 | 収録                                         |
| --------- | ---------- | -------- | -------- | ------ | ----------------- | ---- | -------------------------------------------- |
| induction | [ 動画 1 ] | ラウール | hisakuni | Macoto |                   |      | アルバム『THE BEST 2020-2025』〈通常盤〉収録 |

### ユニット曲
| 曲名             | リンク     | 作詞            | 作曲                                     | 振付                         | JASRAC 作品コード | メンバー                   | 収録                                     |
| ---------------- | ---------- | --------------- | ---------------------------------------- | ---------------------------- | ----------------- | -------------------------- | ---------------------------------------- |
| ADDICTED TO LOVE | [ 動画 2 ] | HIROMI          | Baby Scent NORDENBACK HENRIK CARL youthK | 岩本照                       | 1P9-3870-8        | 岩本照&ラウール&佐久間大介 | アルバム『Snow Mania S1』〈初回盤B〉収録 |
| ガラライキュ！   | [ 動画 3 ] | Nobuhiro Tahara | Nobuhiro Tahara                          |                              | 275-7545-4        | 深澤辰哉&ラウール&渡辺翔太 | アルバム『Snow Labo. S2』〈初回盤B〉収録 |
| Bass Bon         | [ 動画 4 ] | 中野領太        | 中野領太                                 | 東京ゲゲゲイ                 | 284-0095-0        | ラウール&佐久間大介        | アルバム『i DO ME』〈通常盤〉収録        |
| GLITCH           |            | 柿沼雅美        | NORD PETER ANTS                          | 東京ゲゲゲイ Kensho Murakami | 1U3-8484-1        | 岩本照&ラウール            | アルバム『RAYS』〈初回盤B〉収録          |

## 雑誌
- 集英社
  - 『MEN'S NON-NO』（2020年8月号 - 2022年8月号） - 隔月レギュラーモデル[108]
  - 『りぼん』「ラウールと恋してみない？」（2021年1月号[215] - 2021年9月号[216]） - カラー連載